# 糸川亮太
糸川 亮太（いとがわ りょうた、1998年4月30日 - ）は、愛媛県四国中央市出身のプロ野球選手（投手）。右投右打。埼玉西武ライオンズ所属。

## 経歴

### プロ入り前
2人の兄（7歳上と3歳上）の影響で四国中央市立妻鳥小学校1年生のときに『妻鳥ファイターズ』で野球を始め、四国中央市立川之江北中学校では硬式野球の『川之江ボーイズ』に所属。中学3年時はチームのキャプテンとエースを務め、夏には愛媛県選抜に選ばれた。
川之江高校に進学し、1年夏からベンチ入りしたが、結果を残せずにいた。控え投手であった2年夏は愛媛大会準々決勝で敗退し、新チームが始動して間もない頃に友近拓也監督から「変化球ピッチャーになれ」と告げられ、投球スタイルを変更すると、エースに成長。3年春は四国大会決勝まで勝ち進み、高知との決勝には敗れたが、チームは準優勝を果たした。ただ、糸川は県大会後に発症した右肘の違和感で四国大会を欠場し、6月中旬まで投げることができず、3年夏は愛媛大会2回戦で松山聖陵と対戦し、チームはアドゥワ誠に完投を許して1-5で敗れた。甲子園出場経験はなし。
立正大学へ進学し、1年冬にシンカーを覚えると、2年春にリーグ戦デビュー。2年秋のリーグ戦では6試合に登板して2勝1敗・防御率1.98を記録し、チームは18季ぶりに東都1部での優勝を果たした。その後に出場した明治神宮大会でもチームは9年ぶりとなる優勝を果たし、糸川は3試合・13イニングを投げ、3勝・防御率0.69を記録して胴上げ投手となった。
大学卒業後はENEOSに入社し、1年目は結果を残せなかったものの、2年目はミキハウスとの都市対抗2回戦で二大大会デビュー。日本選手権では日本新薬との2回戦で二大大会初先発となり、6回1安打8奪三振無失点と快投した。3年目もチームは都市対抗に出場し、2回戦で敗退したが、糸川の登板機会はなかった。
2023年10月26日に開催されたドラフト会議にて、埼玉西武ライオンズから7位指名を受けた。指名後に出場した日本選手権では、TDKとの初戦にリリーフ登板して2回無失点に抑え、三菱自動車岡崎との2回戦では先発し、6回無失点と好投した。ただ、Honda熊本との準々決勝では登板機会がなく、チームは敗退した。11月20日に契約金2000万円・年俸950万円（金額はいずれも推定）で仮契約を結び、背番号は23に決定した。

### 西武時代
2024年、球団の新人選手としては唯一開幕一軍入りを果たした。3月31日、東北楽天ゴールデンイーグルスとの開幕第3戦（楽天モバイルパーク宮城）で延長11回から登板するも、小深田大翔にサヨナラ左犠飛を打たれ、敗戦投手となった。同年は4試合の登板で0勝1敗、防御率9.82という成績に終わり、12月4日に50万円減の推定年俸900万円で契約を更改した。

## 選手としての特徴
独特の軌道を描くシンカーが武器。変化球はその他にカットボールなどを投じる。ストレートの最速はアマチュア時代に147km/hを計測している。

## 詳細情報

### 年度別投手成績
| 年 度     | 球 団     | 登 板 | 先 発 | 完 投 | 完 封 | 無 四 球 | 勝 利 | 敗 戦 | セ 丨 ブ | ホ 丨 ル ド | 勝 率 | 打 者 | 投 球 回 | 被 安 打 | 被 本 塁 打 | 与 四 球 | 敬 遠 | 与 死 球 | 奪 三 振 | 暴 投 | ボ 丨 ク | 失 点 | 自 責 点 | 防 御 率 | W H I P |
| --------- | --------- | ----- | ----- | ----- | ----- | -------- | ----- | ----- | -------- | ----------- | ----- | ----- | -------- | -------- | ----------- | -------- | ----- | -------- | -------- | ----- | -------- | ----- | -------- | -------- | ------- |
| 2024      | 西武      | 4     | 0     | 0     | 0     | 0        | 0     | 1     | 0        | 0           | .000  | 21    | 3.2      | 5        | 0           | 6        | 0     | 0        | 1        | 0     | 0        | 4     | 4        | 9.82     | 3.00    |
| 通算：1年 | 通算：1年 | 4     | 0     | 0     | 0     | 0        | 0     | 1     | 0        | 0           | .000  | 21    | 3.2      | 5        | 0           | 6        | 0     | 0        | 1        | 0     | 0        | 4     | 4        | 9.82     | 3.00    |

- 2024年度シーズン終了時

### 年度別守備成績
| 年 度 | 球 団 | 投手  | 投手  | 投手  | 投手  | 投手  | 投手     |
| 年 度 | 球 団 | 試 合 | 刺 殺 | 補 殺 | 失 策 | 併 殺 | 守 備 率 |
| ----- | ----- | ----- | ----- | ----- | ----- | ----- | -------- |
| 2024  | 西武  | 4     | 0     | 1     | 0     | 0     | 1.000    |
| 通算  | 通算  | 4     | 0     | 1     | 0     | 0     | 1.000    |

- 2024年度シーズン終了時

### 記録
初記録
- 初登板：2024年3月31日、対東北楽天ゴールデンイーグルス3回戦（楽天モバイルパーク宮城）、11回裏に7番手で救援登板・完了、2/3回1失点で敗戦投手[20]
- 初奪三振：2024年4月13日、対福岡ソフトバンクホークス2回戦（ベルーナドーム）、9回表に川村友斗から空振り三振

### 背番号
- 23（2024年[18] - ）